# Craugastor amniscola
Craugastor amniscola is een kikker uit de familie Craugastoridae. De soort werd voor het eerst wetenschappelijk beschreven door Jonathan Atwood Campbell en Jay Mathers Savage in 2000. Oorspronkelijk werd de wetenschappelijke naam Eleutherodactylus amniscola gebruikt.
De soort komt voor Guatemala en Mexico.